# Heeresfliegerregiment 6
Das Heeresfliegerregiment 6 war ein Heeresfliegerverband der Bundeswehr, das auf dem Heeresflugplatz Itzehoe – Hungriger Wolf stationiert und in der Waldersee-Kaserne bei Hohenlockstedt untergebracht war.

## Geschichte

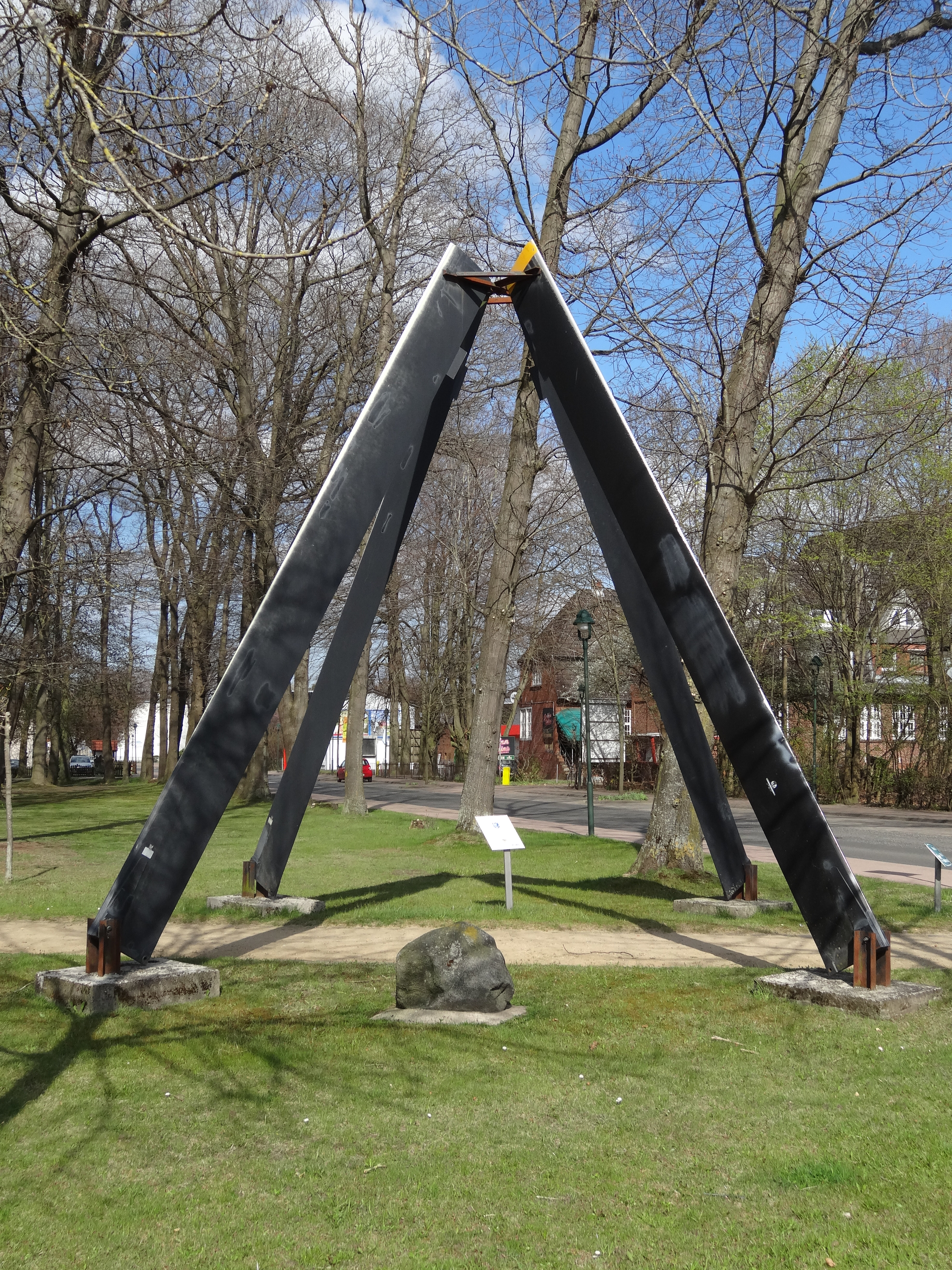
Rotorblätter der Bell UH-1D vor dem Rathaus in Hohenlockstedt in Erinnerung an das hier stationierte Heeresfliegerregiment

### Heeresstruktur 1 und 2

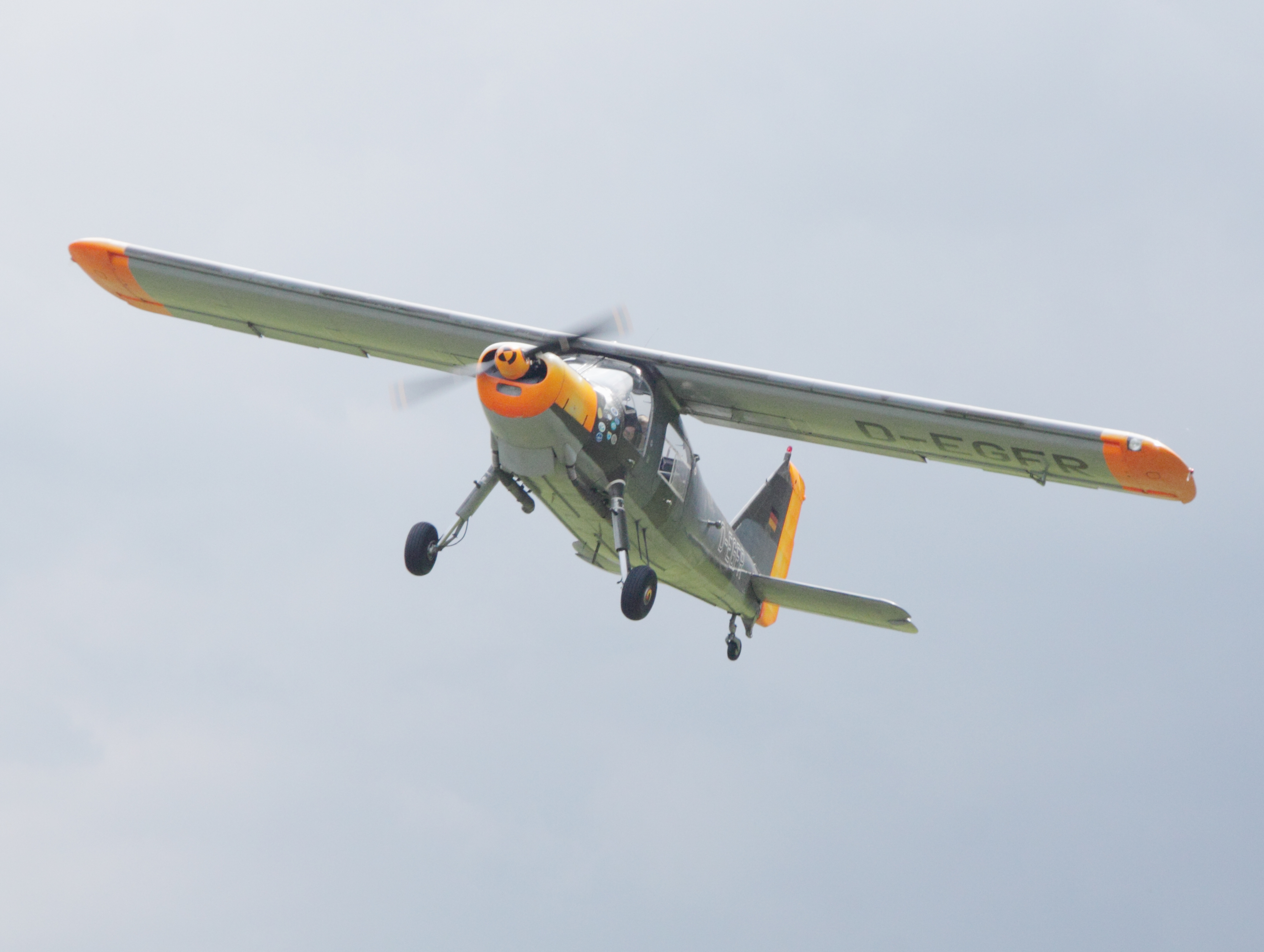
Flugzeug Dornier Do 27

Die Wurzeln des Heeresfliegerregiments reichen auf die am 1. November 1957 in der Immelmann-Kaserne in Celle im Zuge der Heeresstruktur 1 aufgestellten Heeresfliegerstaffel 814 zurück. Mit der Heeresstruktur 2 wurde am 16. März 1959 die Einheit in Heeresfliegerstaffel 6 umbenannt und der 6. Panzergrenadierdivision unterstellt. Am 4. Mai 1959 verlegte die Staffel von Celle nach Itzehoe, wobei zunächst Quartier in der Hanseaten-Gallwitz-Kaserne genommen werden musste, da am Flugplatz die Unterkünfte noch nicht in Angriff genommen waren. Die Heeresfliegereinheit war zu diesem Zeitpunkt mit Dornier Do 27 ausgerüstet. Des Weiteren verfügte sie zu Testzwecken über Saunders-Roe Skeeter-Hubschrauber.

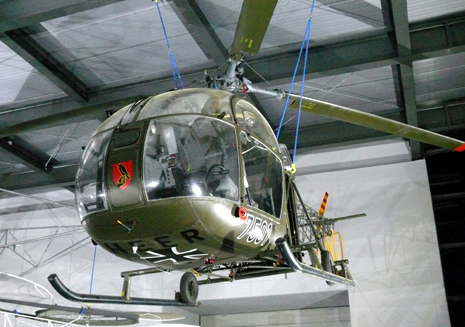
Hubschrauber Alouette II

Die Skeeter-Maschinen wurden nach unbefriedigenden Testergebnissen im März 1960 durch Aérospatiale SE.3130 Alouette II ersetzt.
Vom 17. bis zum 26. Februar 1962 leistete die Staffel Katastrophenhilfe zur Bewältigung der Folgen der Sturmflut 1962. Zum 1. November 1962 wuchs die Staffel zum Heeresfliegerbataillon 6 auf. Der Verband verfügte nun über eine Stabs- und Versorgungsstaffel, eine Heeresfliegerbeobachtungs- und Verbindungsstaffel sowie eine Heeresfliegertransportstaffel. Am 11. November zog die Staffel in die zunächst nach Friedrich Wilhelm von Steuben bezeichnete neue Kaserne am Heeresflugplatz um, die 1965 jedoch in Waldersee-Kaserne nach Alfred von Waldersee umbenannt wurde.

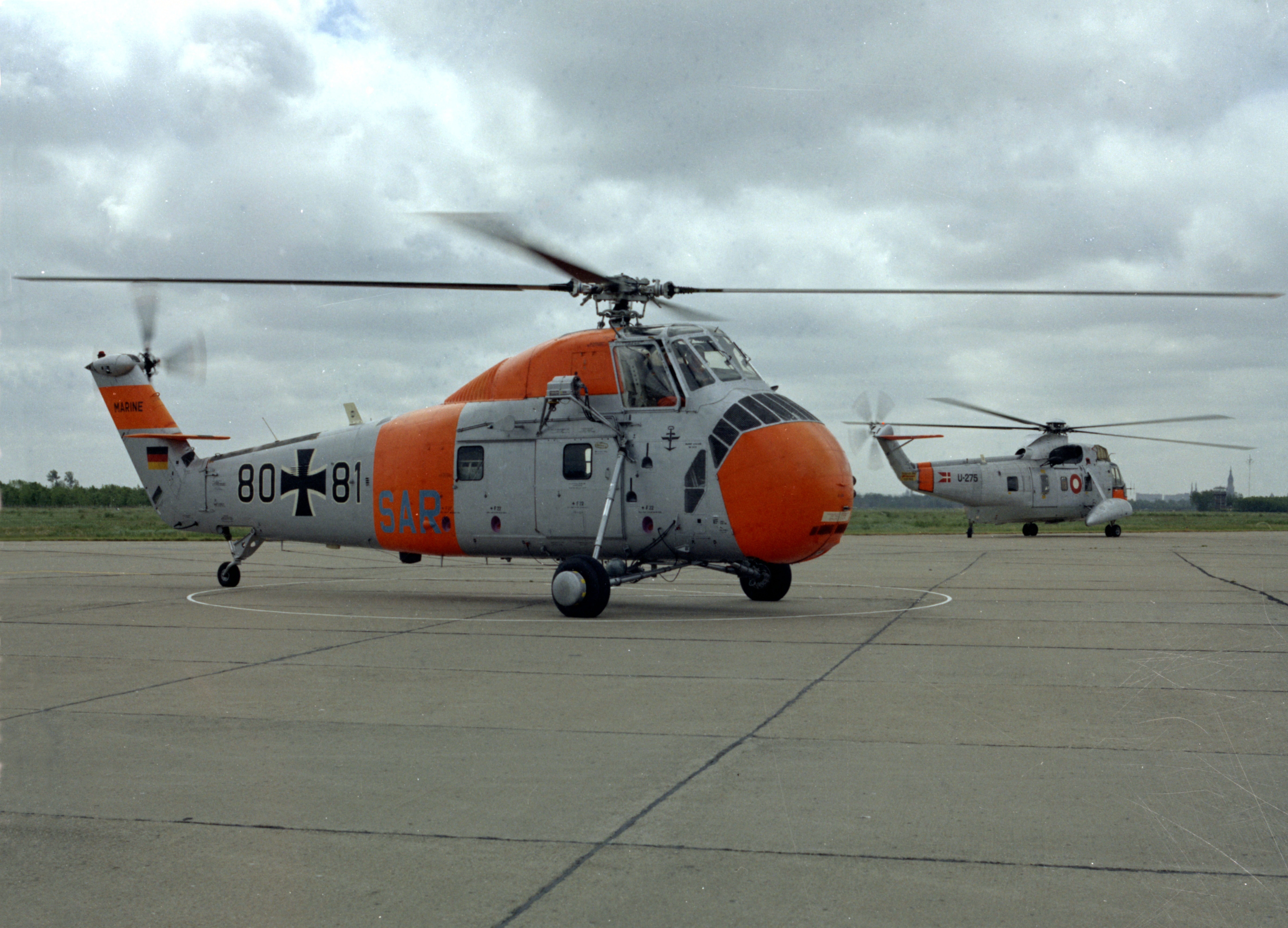
Hubschrauber Sikorsky H-34G

Im Frühjahr 1963 wurden wiederum zu Testzwecken mehrere Sikorsky H-34G dem Bataillon zur Verfügung gestellt, die die Testphase bestanden und in den regulären Dienst übernommen wurden.
Am 2. Januar 1964 erhielt das Bataillon den neu aufgestellten Heeresflieger-Instandsetzungszug 6.
Am 1. Mai 1967 kam der Heeresfliegerinstandsetzungsausbildungszug 102 hinzu.
Aus dem Heeresfliegerinstandsetzungszug 6 entstand am 1. Juli 1968 die Heeresfliegerinstandsetzungsstaffel 607.

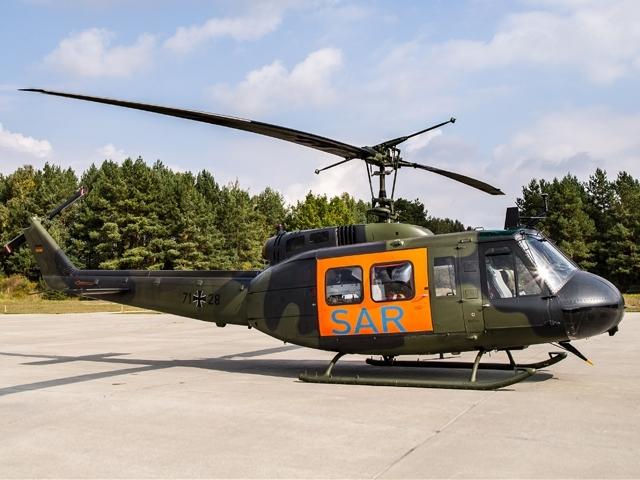
Transporthubschrauber Bell UH-1D

Zwischen 1968 und 1971 wurden die Sikorsky H-34G durch Bell UH-1D ersetzt. Im Jahr 1971 wurden auch die Do 27 ausgemustert.

### Heeresstruktur 3
Am 1. Oktober 1971 nahm das Bataillon die Heeresstruktur 3 ein. Aufgrund seiner Sonderstellung zur Unterstützung des multinationalen Korps LANDJUT sowie des Territorialkommando Schleswig-Holstein blieb das Heeresfliegerbataillon 6 der 6. Panzergrenadierdivision auch in der Heeresstruktur 3 bestehen, während die anderen Divisionsbataillone zu Staffeln reduziert wurden. Aus der bisherigen Stabs- und Versorgungsstaffel wurden die 1. (Stabs-)Staffel und die 5. (Versorgungs-)Staffel gebildet. Die Instandsetzungsstaffel 607 wurde zur neuen 4. (Instandsetzungs-)Staffel. Unverändert gab es eine Beobachtungs- und Verbindungsstaffel als 2. Staffel und eine Transportstaffel als 3. Staffel. Am 1. Oktober 1972 wurde der Instandsetzungsausbildungszug 102 aufgelöst.
Das Bataillon war während der Schneekatastrophe in Schleswig-Holstein 1978/1979 insbesondere mit Aufgaben der Luftversorgung abgeschnittener Orte betraut.

### Heeresstruktur 4

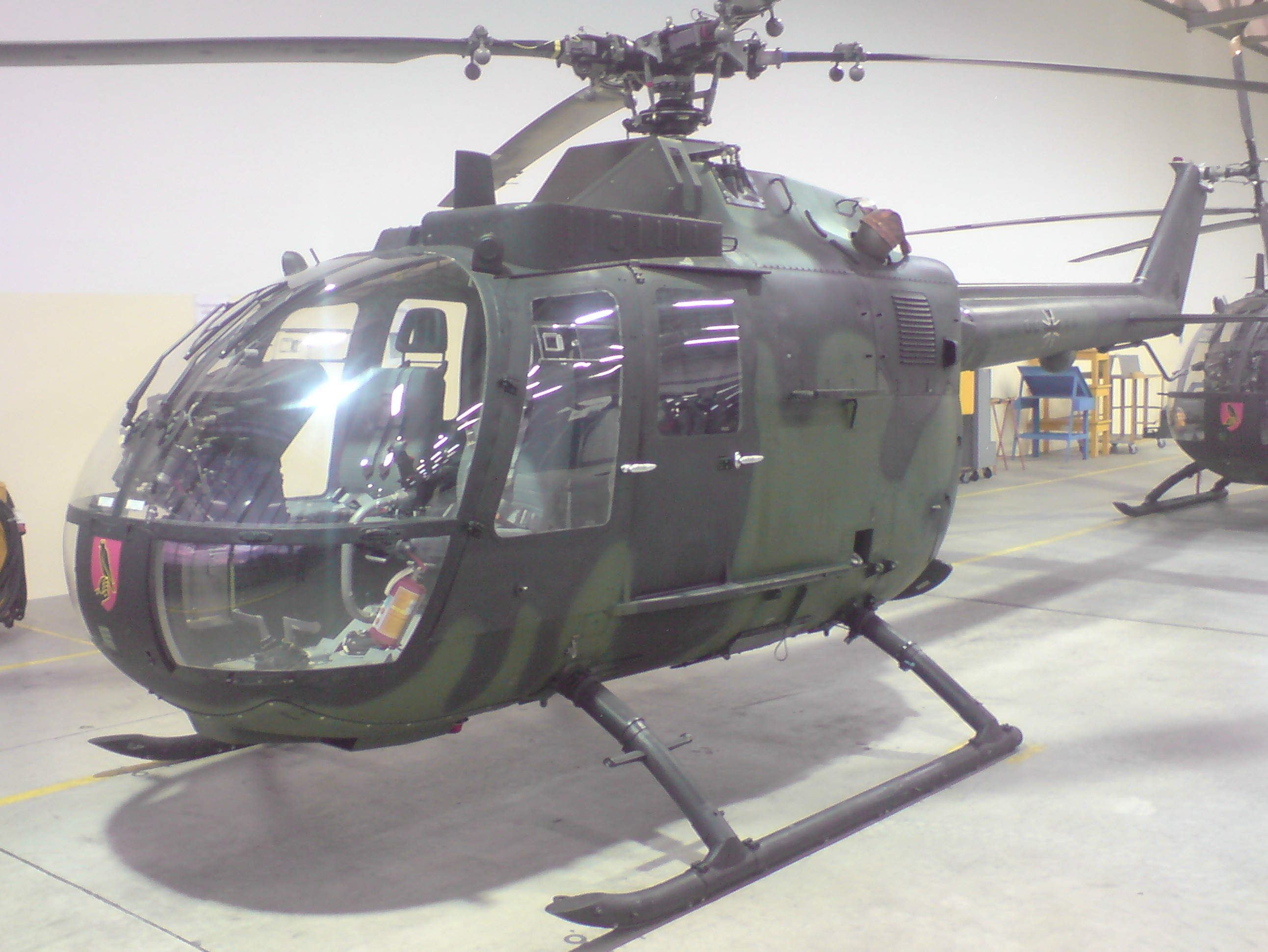
Panzerabwehrhubschrauber Bo 105

Mit der Heeresstruktur 4 sollten die Heeresflieger in Hohenlockstedt neben den bisherigen Transportaufgaben auch Panzerabwehraufgaben übernehmen. Aus diesem Grund wurden auf dem Flugplatz Bölkow Bo 105M und Bo 105P stationiert. Zum 1. April 1980 wuchs daher das bisherige Bataillon zum Heeresfliegerregiment 6 auf. Es verfügte von nun an über die Fliegende Abteilung 61, die Luftfahrzeugtechnische Abteilung 62, die Sicherungsstaffeln 63 und 64 als Geräteeinheiten, die im Mobilmachungsstützpunkt eingelagert waren, sowie die Versorgungsstaffel 65. Bis 1982 wurden die Alouette II ausgemustert.

### Heeresstruktur 5 bis zur Auflösung
Die Reduzierung der Bundeswehr nach dem Ende des Kalten Krieges und der Deutschen Wiedervereinigung wurde im Rahmen der Heeresstruktur 5 begonnen. Die durch das Regiment unterstützte 6. Panzergrenadierdivision fusionierte 1994 mit dem Wehrbereichskommando I. Bis September 1993 wurden die Bo 105-Panzerabwehrhubschrauber und die Verbindungshubschrauber an andere Standorte verlegt. An deren Stelle traten weitere Transporthubschrauber vom Typ Bell UH-1D. Das Regiment wurde der am 1. April 1994 gebildeten Heeresfliegerbrigade 3 in Mendig unterstellt.
Das Regiment gehörte zu den Krisenreaktionskräften. Von Mai bis Oktober 1996 beteiligte sich der Verband an der Friedenstruppe im ehemaligen Jugoslawien im Rahmen des IFOR-Einsatzes sowie anschließend als Teil des SFOR-Kontingents.
Das Regiment erhielt am 1. Januar 1998 den offiziellen Beinamen „Hungriger Wolf“.
Von März bis Dezember 1999 und 2000 folgten Einsätze infolge des Kosovokrieges im Rahmen von KFOR.
Mit der Stationierungsentscheidung 2001 kam das Aus für das Heeresfliegerregiment und den Heeresflugplatz Itzehoe – Hungriger Wolf als Bundeswehrstandort. Zum 31. März 2004 wurde das Heeresfliegerregiment 6 mit den ihm unterstellten Einheiten aufgelöst und die Bundeswehr gab den Flugplatz mit der Waldersee-Kaserne auf.

## Gliederung
Das Heeresfliegerregiment 6 war das einzige „gemischte“, d. h. mit drei unterschiedlichen Hubschraubertypen ausgerüstete Regiment der Heeresfliegertruppe. Es gliederte sich wie folgt:

### Heeresstruktur 4
- Stab/Stabsstaffel Heeresfliegerregiment 6
- Fliegende Abteilung 61
  - Stab/Stabszug
  - 1. Staffel (Panzerabwehrhubschrauber, ab 1. April 1990 Verbindungshubschrauber)
  - 2. Staffel (Leichte Transporthubschrauber, ab 1. April 1990 Panzerabwehrhubschrauber)
  - 3. Staffel (Verbindungshubschrauber, ab 1. April 1990 Leichte Transporthubschrauber)
- Luftfahrzeugtechnische Abteilung 62
  - Stab/Stabszug
  - 1. (Wartungs-)Staffel
  - 2. (Instandsetzungs-)Staffel
- Heeresfliegersicherungsstaffel 63 (Geräteeinheit)
- Heeresfliegersicherungsstaffel 64 (Geräteeinheit)
- Heeresfliegerversorgungsstaffel 65
- weitere Dienststellen

### Heeresstruktur 5 / 5N
- Stab/Versorgungsstaffel Heeresfliegerregiment 6 (ab 1. Oktober 1993)
- Fliegende Abteilung 61
  - Stab/Flugbetriebsstaffel (ab 1. Oktober 1993)
  - 1. Staffel (Leichte Transporthubschrauber, ab 1. Oktober 1993)
  - 2. Staffel (Leichte Transporthubschrauber, ab 1. Juli 1993)
- Luftfahrzeugtechnische Abteilung 62
  - Stab/Stabsstaffel (ab 1. Oktober 1993)
  - 1. (Wartungs-)Staffel
  - 2. (Instandsetzungs-)Staffel
- weitere Dienststellen

## Auftrag
Die Kernaufgabe des Regimentes war die Unterstützung der Kampftruppe mit Truppen- und Versorgungstransporten mittels Transporthubschraubern vom Typ Bell UH-1D sowie mit der Bo 105 P (= PAH) die Panzerabwehr aus der Luft.

## Kommandeure
Das Heeresfliegerregiment 6 und seine Vorgänger hatten folgende Kommandeure:

### Heeresfliegerstaffel 814
| Nr. | Dienstgrad              | Name       | Beginn der Berufung | Ende der Berufung |
| --- | ----------------------- | ---------- | ------------------- | ----------------- |
| 1   | Hauptmann, später Major | Karl Wulff | 1. November 1957    | 15. März 1959     |

### Heeresfliegerstaffel 6
| Nr. | Dienstgrad | Name                | Beginn der Berufung | Ende der Berufung |
| --- | ---------- | ------------------- | ------------------- | ----------------- |
| 1   | Major      | Karl Wulff          | 16. März 1959       | 11. März 1960     |
| 2   | Major      | Wolfgang Brinkmeier | 12. März 1960       | 31. Oktober 1962  |

### Heeresfliegerbataillon 6
| Nr. | Dienstgrad     | Name               | Beginn der Berufung | Ende der Berufung  |
| --- | -------------- | ------------------ | ------------------- | ------------------ |
| 1   | Oberstleutnant | Hans Langer        | 1. November 1962    | 30. September 1963 |
| 2   | Oberstleutnant | Dr. Harro Tiedgen  | 1. Oktober 1963     | 31. Oktober 1965   |
| 3   | Oberstleutnant | Walter Lücke       | 1. November 1965    | 30. September 1969 |
| 4   | Oberstleutnant | Michael Schenk     | 1. Oktober 1969     | 31. Mai 1972       |
| 5   | Oberstleutnant | Peter Baumann      | 1. Juni 1972        | 30. September 1975 |
| 6   | Oberstleutnant | Helmut Steuernagel | 1. Oktober 1975     | 30. April 1978     |
| 7   | Oberstleutnant | Henning Gundelach  | 1. Mai 1978         | 31. März 1980      |

### Heeresfliegerregiment 6
| Nr. | Dienstgrad | Name                 | Beginn der Berufung | Ende der Berufung |
| --- | ---------- | -------------------- | ------------------- | ----------------- |
| 1   | Oberst     | Fritz Garben         | 1. April 1980       | 1. August 1984    |
| 2   | Oberst     | Rainer Scholz        | 2. August 1984      | 3. April 1987     |
| 3   | Oberst     | Dieter Kratz         | 3. April 1987       | 31. März 1991     |
| 4   | Oberst     | Reinhart Schotte     | 1. April 1991       | 31. März 1994     |
| 5   | Oberst     | Rainer Holste        | 1. April 1994       | ??                |
| 6   | Oberst     | Gunther Fleckenstein | ??                  | 31. März 2004     |

## Traditionsverein
Nach der Auflösung des Regiments 2003 wurde durch Ehemalige und Reservisten des Regiments ein Traditionsverein in Hohenlockstedt gegründet.

## Gedenksteine

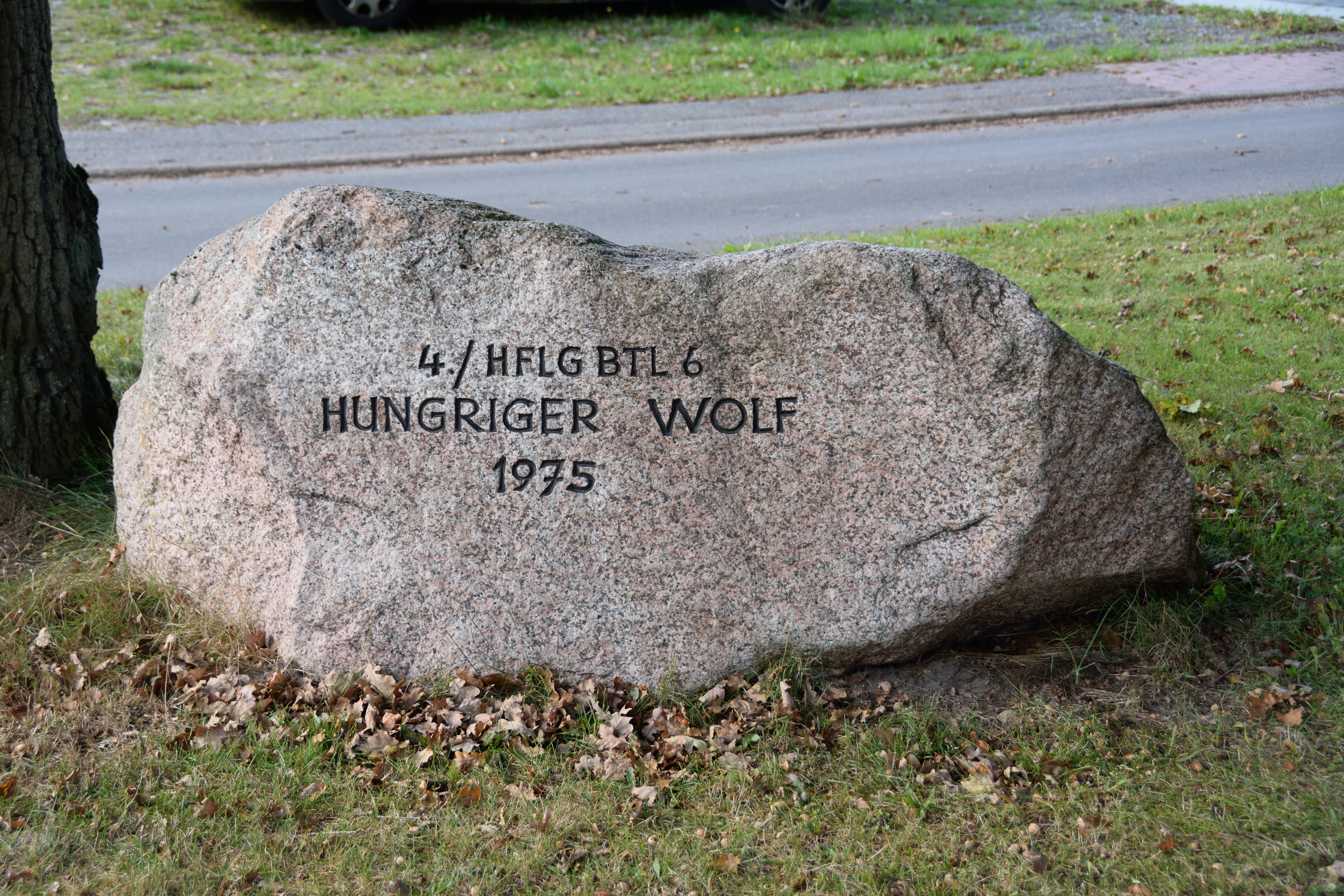
Gedenkstein am Feuerwehrhaus in Sarlhusen
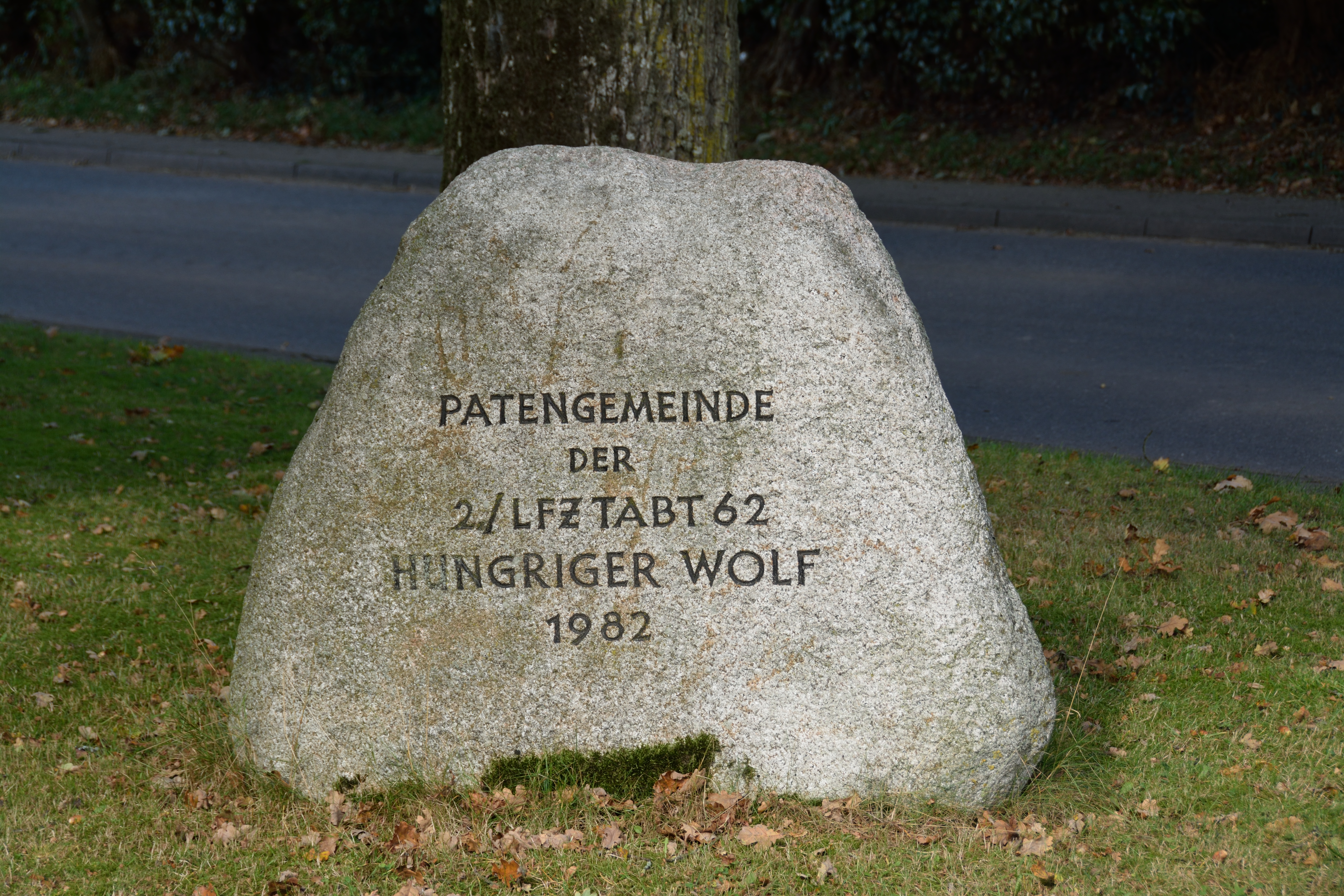
Gedenkstein am Feuerwehrhaus in Sarlhusen
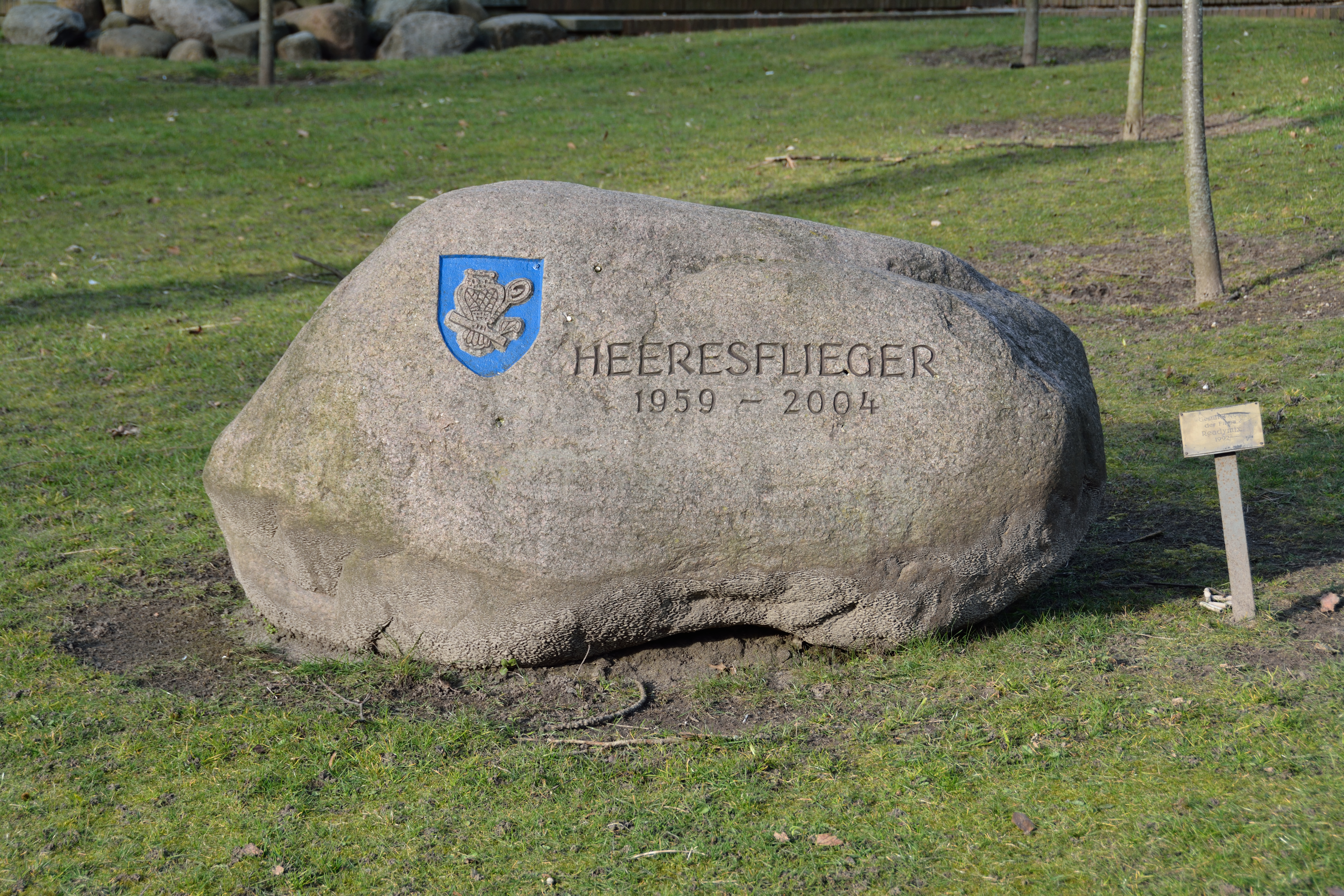
Gedenkstein in Hohenlockstedt